# Mary Millar
Mary Millar, nome d'arte di Irene Mary Wetton (Doncaster, 26 luglio 1936 – Londra, 10 novembre 1998), è stata un'attrice e cantante inglese.

## Biografia
È stata molto attiva in campo teatrale, soprattutto per quanto riguarda i musical; ha recitato infatti in grandi successi del teatro musicale come Camelot (1960) e Sette spose per sette fratelli (1966), mentre nel 1986 è stata la prima interprete del ruolo di Madame Giry nel musical di Andrew Lloyd Webber The Phantom of the Opera (1986). Ha inoltre interpretato in diverse occasioni il ruolo di Sally Durant Plummer nel musical di Stephen Sondheim Follies , tra cui la prima britannica nel 1985 ed altri allestimenti concertistici o semi-scenici nel 1993, 1994 e 1996. Nel 1997 ha recitato per l'ultima volta nel West End con il musical La bella e la bestia (1997), in cui interpretava la teiera Mrs. Bric.
Mary Millar fu sposata con Rafael D. Frame dal 1962 alla morte, causata dal cancro alle ovaie nel 1998. La coppia ebbe una figlia, Lucy, nata nel 1972.

## Filmografia parziale

### Televisione
- Keeping Up Appearances - sitcom, 38 episodi (1990-1995)